# Erode (figlio di Erode il Grande)
Erode, a volte chiamato Erode Filippo I, da non confondere col fratello Filippo (27 a.C.), fu il figlio di Erode il Grande e della terza moglie Mariamne (III), ricoprendo per un breve periodo il ruolo di erede al trono. È famoso per essere il primo marito di Erodiade, figlia del suo fratellastro Aristobulo.

## Nome
Nel Vangelo secondo Marco, narrando dell'arresto di Giovanni Battista per ordine di Erode (Antipa) dietro istigazione di Erodiade, si afferma che essa era stata precedentemente la moglie di "Filippo"  (6:17). Poiché Erodiade sposò in prime nozze Erode figlio di Mariamne (III), alcuni studiosi ritengono che esso si chiamasse Erode Filippo (I); questa ricostruzione è rigettata dalla maggioranza degli studiosi, che ritengono questo nome un errore dell'autore del Vangelo secondo Marco, per di più corretto nel successivo Vangelo secondo Luca (3:19).
Poiché il suo nonno materno fu il Sommo sacerdote Simone Boeto, Erode è talvolta chiamato Erode Boeto, ma non vi sono prove che sia stato realmente chiamato in questo modo.

## Biografia
Alla sua nascita, Erode aveva ben due fratellastri che lo precedevano nella linea di successione, i fratelli Alessandro e Aristobulo, figli della seconda moglie di Erode il Grande, l'asmonea Mariamne, che però, nel 7 a.C., quest'ultimo fece mettere a morte per aver complottato contro di lui.
La figlia di Aristobulo, Erodiade, era all'epoca minore, oltre che orfana, e il nonno la diede in moglie al proprio figlio Erode, che era suo zio. In questo modo Erode si legò alla dinastia asmonea, acquisendo diritti alla successione. Tale matrimonio, però, mise in contrasto Erode il Grande col figlio primogenito, Antipatro (figlio della prima moglie di Erode), e dunque il sovrano decise di ricollocare Erode secondo nella linea di successione, proprio dopo Antipatro.
Nel 4 a.C. Antipatro fu accusato di complotto contro il padre e condannato a morte; però, poiché Mariamne (III) era venuta a conoscenza di tale complotto ma non ne aveva avvisato il marito, Erode il Grande la allontanò da corte e rimosse dalla linea di successione loro figlio Erode, che si trasferì a Roma con la moglie Erodiade. Quindi, quando Erode il Grande morì, quello stesso anno, suo figlio Erode non fu tra i suoi eredi, e il suo regno fu spartito tra i restanti figli.
Erode ed Erodiade ebbero una figlia, Salomè, nata attorno all'anno 14.
Successivamente Erodiade divorziò da Erode e si legò ad Erode Antipa. Malgrado Giuseppe Flavio non ne faccia parola, secondo due vangeli canonici fu questo matrimonio che sollevò le ire di Giovanni Battista: poiché, infatti, Erode e Antipa erano fratellastri, Erode era ancora vivo e per di più aveva avuto una figlia da Erodiade, ed Erodiade e Antipa erano nipote e zio, il legame tra questa e Antipa era contrario alla Legge.